# Пенхратка-Польська
Пенхратка-Польська (пол. Pęchratka Polska) — село в Польщі, у гміні Шумово Замбровського повіту Підляського воєводства.
Населення — 411 осіб (2011).
У 1975-1998 роках село належало до Ломжинського воєводства.

## Демографія
Демографічна структура станом на 31 березня 2011 року:
|          | Загалом | Допрацездатний вік | Працездатний вік | Постпрацездатний вік |
| -------- | ------- | ------------------ | ---------------- | -------------------- |
| Чоловіки | 210     | 45                 | 135              | 30                   |
| Жінки    | 201     | 39                 | 109              | 53                   |
| Разом    | 411     | 84                 | 244              | 83                   |